# هنري ديكنسون غرين
هنري ديكنسون غرين (بالإنجليزية: Henry Dickinson Green)‏ هو مُحرِّر ومحامي وصحفي وسياسي أمريكي، ولد في 3 مايو 1857 في ريدينغ في الولايات المتحدة، وتوفي بنفس المكان في 29 ديسمبر 1929. حزبياً، نشط في الحزب الديمقراطي. وقد انتخب عضو مجلس ولاية بنسيلفانيا وانتخب عضو مجلس نواب بنسيلفانيا وانتخب عضو مجلس النواب الأمريكي.